# Артур Шопенхауер
Артур Шопенхауер (Гдањск, 22. фебруар 1788 — Франкфурт на Мајни, 21. септембар 1860) био је немачки филозоф. Шопенхауер је био идеалист, класични представник песимизма, који је „вољи” дао главно место у својој метафизици. Његов отац је био успешан пословни човек – делом холандског порекла – обожавалац Волтера и велики противник апсолутистичких типова власти. У Хамбург се с породицом преселио 1783. године, где су остали до смрти – наизглед самоубиства – његовог оца. Шопенхауерова мајка је била успешан писац романа и касније је у Вајмару држала салон који су посећивали многи тадашњи књижевници и интелектуалци међу којима је био и Гете. Артурови односи с мајком су били тешки и антагонични и резултирали су коначним отуђењем.

## Биографија
Шопенхауер је рођен у Гдањску 22. фебруара године 1788. Отац му је био трговац познат због своје обдарености, осорљивости, независног карактера, и због своје љубави према слободи. Кад је Артуру било пет година, отац му се из Гдањска преселио у Хамбург, јер је Гдањск анексијом Пољске године 1793. изгубио своју слободу. Тако је млади Шопенхауер одрастао усред пословног и финансијског живота. Мада је напустио убрзо трговачку каријеру у коју га је отац био увукао, ипак је она оставила трагова у њему, који су се огледали у извесној сировости манира, у реалистичном држању духа, у познавању света и људи. То га је учинило антиподом оним кабинетским или академским филозофима које је он тако презирао. Отац му је умро, мисли се од своје властите руке, године 1805. Очева мајка била је умно болесна.
»Карактер или воља (каже Шопенхауер) наслеђују се од оца, а интелект од мајке.« Његова мајка имала је интелект — она је била једна од најомиљенијих списатељки романа свога времена — али је имала и темперамент и злу ћуд. Била је несрећна у животу са својим прозаичним мужем; и после његове смрти, она је усвојила слободну љубав, и кренула у Вајмар као најподесније место за такав начин живота. Артур Шопенхауер гледао је на то као Хамлет на други брак своје мајке. Његове свађе са мајком донеле су му највећи део оних полуистина о жени којима је зачињена његова филозофија. Једно њено писмо осветљава стање њихових односа: »Ти си досадан и несносан, и мени је веома тешко да живим са тобом. Све твоје добре особине помрачило је уображење да си сувише паметан и учинило их неподесним за свет, просто зато што не можеш да савладаш свој бес да знаш све боље но други. Тиме огорчаваш људе око себе.« Зато су решили да живе одвојено; он је могао да је само посећује у њеној кући, и да буде један гост међу другима; на тај начин могли су да учтиво саобраћају једно са другим као странци, уместо да се мрзе као рођаци. Гете, који је подносио госпођу Шопенхауер зато што му је допуштала да је посећује са својом Христијаном, још је више затегао односе између мајке и сина кад је мајци саопштио да ће јој син постати славан човек; мати још никад није чула да иста породица може имати два генија. Напослетку, кад су свађе дошле до врхунца, мати гурне свога сина и такмаца низа степенице; а наш филозоф на то јој огорчено изјави да ће њено име бити познато потомству само по њему.
Шопенхауер је убрзо оставио Вајмар; и мада му је мајка живела још двадесет и четири године, он је никад више није видео. Чини се да је Бајрон, који се такође родио године 1788, имао сличну невољу са својом мајком. Можда су због те околности обојица постали песимисти.
Међутим, Шопенхауер је завршио своје гимназијске и универзитетске студије, и научио је више него што су му ови институти дали. Доживео је сусрет са љубављу и са светом, и последице тога утицале су на његов карактер и његову филозофију. Постао је суморан, циничан и подложан сумњи. Био је опседнут меланхолијом и злом вољом. Своје луле држао је под кључем и резом, а свој врат никад није поверавао бријачевој бритви. Увек би легао након што би пиштоље ставио настрану поред своје постеље — свакако да се њима послужи ако би наишли провалници. Грају није могао да подноси: »Ја већ одавно мислим (пише он) да квантитет граје коју свако с лакоћом може да подноси стоји у обрнутој сразмери према његовим духовним снагама, и да се отуда може посматрати као случајна мера тих снага.« Граја је за њега једно мучење за интелигентно биће. Тако претерана употреба живих снага »у куцању, ударању и забијању свакодневно ме је мучила кроз цео мој живот.« Он је имао безмало параноичну идеју о својој несхваћеној величини. Пошто су му ускраћени успех и слава, он се окренуо у себе и растакао је своју сопствену душу.
Није имао ни мајке, ни жене, ни детета, ни породице, ни отаџбине. »Био је апсолутно усамљен, без иједног пријатеља — а између једног и ниједног читава је бескрајност.« Националистичким грозницама свога времена био је још мање приступачан него Гете. Године 1813, пао је првобитно толико под утицај Фихтеовог ентузијазма за један ослободилачки рат против Наполеона да је мислио на добровољачку службу, и стварно купио ратну опрему. Али, касније се предомислио; мислио је да је »Наполеон најзад само снажно и несметано изразио исти нагон за самоодржањем и исту жудњу за животом коју осећају сви смртни људи, али је морају угушивати.« Уместо да иде у рат, он је отишао на село и написао своју докторску тезу из филозофије. Докторирао је на Универзитету у Јени.
После своје дисертације О четвороструком корену става довољног основа (1813), Шопенхауер је све своје време и сву своју снагу посветио раду који ће бити његово мајсторско дело — Свету као вољи и представи. Свој рукопис magna cum laude послао је издавачу; ту је дело, писао је, које није само подгрејавање старих идеја, него један изванредно кохерентан систем оригиналних мисли, »у највишем степену јасан, разговетан, и не без лепоте«; »то ће бити једна од оних књига које доцније постају извор и подстрек стотинама других књига.« Много година касније, Шопенхауер је био толико уверен у своје решење главних проблема филозофије да је хтео да носи печатни прстен са сликом сфинге која се строваљује у понор, као што је обећала да ће то учинити кад се одгонетну њене загонетке.
Поред свега тога, књига је једва привлачила пажњу; свет је био исувише сиромашан и исцрпен да би поред сиромаштва и исцрпљености читао књиге. Шеснаест година после објављивања дела издавач је саопштио Шопенхауеру да је већа половина издања продата као макулатура. У одељку »О оном шта ко представља« у Афоризмима мудрости о животу, он наводи, с очевидном алузијом на своје мајсторско дело, две Лихтенбергове напомене: »Таква дела су огледала; ако у њих гледа какав мајмун, не може из њих да гледа никакав апостол«; и »кад се сукобе глава и књига, јечи празнина; да ли је то сваки пут у књизи?« С тоном увређене сујете, Шопенхауер додаје: »Што више неко припада потомству - другим речима, човечанству уопште - све је више туђ своме времену; пошто његово дело није специјално посвећено овоме, дакле пошто не припада њему као таквом, него само уколико је део човечанства, отуда и не носи присну локалну боју: зато се лако може догодити да оно не обрати пажњу на такво дело.
Шопенхауер је себе свега толико унео у то једно дело да су сви његови каснији радови само коментари тог дела; он је постао талмудиста своје сопствене Торе. Године 1836, објавио је већу расправу О вољи у природи, која је, донекле прерађена 1844, ушла у проширено издање Света као воље и представе. Године 1841, изашла су Оба основна проблема етике, а 1851. две садржином богате свеске Парерга и паралипомена (дословно: Споредни радови и допуне), које су и на енглески преведене као Огледи. За ово своје најпопуларније и мудрошћу и духовитошћу испуњено дело Шопенхауер је, као целокупан хонорар, добио десет бесплатних примерака.
Пошто је оставио Вајмар, само једна авантура помела је монотонију његове истраживачке усамљености. Надао се да ће моћи да предаје своју филозофију на неком од великих немачких универзитета; године 1822. му се за то пружила прилика, кад су му допустили да се у Берлину хабилитује као приватни доцент. Своја предавања стављао је намерно у оне исте термине у које је тада и моћни Хегел стављао своја. Шопенхауер је очекивао да ће студенти њега и Хегела посматрати очима потомства; али, читао је пред празним клупама. Одрекао се предавања, и осветио се љутим напоменама против Хегела које унакажују каснија издања његовог главног дела. Године 1831. у Берлину је избила колера; избегли су и Хегел и Шопенхауер; али, Хегел се вратио сувише рано, заразио се, и умро за веома кратко време. Шопенхауер се зауставио у Франкфурту на Мајни, где је остао до смрти.
Као осетљив песимиста, клонио се покушаја да своје издржавање заслужује пером. Био је наследио један део очеве радње, па је живео у скромној удобности од прихода које је добијао од тог дела. Свој новац улагао је с умешношћу необичном за једног филозофа. Кад је пословно друштво у којем је имао свој део пало под стечај, и други повериоци били споразумни да буду подмирени седамдесетопроцентним подмирењем, Шопенхауер је упорно тражио пуну исплату, и добио ју је. Имао је довољно средстава да узме под кирију две собе; у њима је становао тридесет година, са својим кудровом, као јединим другом. Малом псу дао је име Атма (брамански израз за »Светску душу«); али, варошки враголани звали су га »млади Шопенхауер«. Вечерао би обично у »Енглеском двору«. Сваки пут кад би почео да једе ставио би преда се на сто један дукат; после јела метнуо би га опет у џеп. Напослетку, један несумњиво неуздржљив конобар запитао га је шта значи та непроменљива церемонија. Шопенхауер је одговорио да се тајно заветовао да ће у сандуче у које се ставља милостиња убацити дукат чим присутни енглески официри престану да говоре само о коњима, женама и псима.
Универзитети нису ништа забележили о њему и о његовим делима да се као обистини његово тврђење како се сваки напредак у филозофији врши изван академских зидова. »Ништа немачке научнике није вређало јаче него Шопенхауерова различност од њих«, каже Ниче. Али, Шопенхауер се постепено навикавао да буде стрпљив; био је уверен да ће га, мада касно, ипак признати. И напослетку, полагано, признање је дошло. Људи средњих класа — адвокати, лекари, трговци — нашли су у њему филозофа који им је пружао не само претенциозан метафизички жаргон, него разумљив преглед појава актуелног живота. Европа која је изгубила веру у идеале и напоре 1848. године дочекала је готово са клицањем ту филозофију која је изражавала очајање од године 1815. Напад науке на теологију, социјалистичко оптуживање због сиромаштва и рата, биолошко наглашавање борбе за опстанак — сви ти чиниоци помогли су најзад да се рашири Шопенхауерова слава.
Он још није био сувише стар да ужива у својој популарности: пожудно је читао све чланке који су о њему написани; молио је своје пријатеље да му шаљу сваку штампану напомену коју могу наћи — а он ће платити поштарину. Године 1854, Вагнер му је послао један примерак свог дела Прстен нибелунга, са неколико попратних речи којима одаје признање Шопенхауеровој филозофији музике. Велики песимиста преобразио се у својој старости у оптимисту; после јела свирао би истрајно у флауту, и благодарио би времену што га је ослободило ватре његове младости. Са свих страна долазили су људи да га походе; и о свом седамдесетом рођендану, године 1858, био је претрпан честиткама са свих страна света.
Овај преображај није дошао прерано: остало му је да живи још две године. 21. септембра 1860. сео је да доручкује, и чинило се да се налази у најбољем здрављу. Сат времена касније нашла га је газдарица како још седи за столом, али мртав.

## Филозофија
Шопенхауер је сматрао да је воља основа свега, Кантова „ствар по себи”, суштина света који је само представа. Воља је вечито незадовољена, и зато је живот бескрајна патња, а овај свет најгори могући свет. Циљ свега је нирвана (будизам). Главно дело му је Свет као воља и представа. До већег утицаја дошао је тек пред крај живота и после смрти. Остала дела преведена код нас: Метафизика лепог, Метафизика полне љубави, О стилу и писању, О генију и др.
Шопенхауерова филозофија се најбоље разуме уколико се препозна његов дуг Кантовој филозофији, којег је сматрао највећим мислиоцем модерног доба. Његова главна замерка филозофији савременика у Немачкој (Шелинга, Фихтеа и Хегела), је да су под изговором напретка и тежњи да даље развију Кантове идеје, у ствари покушали да филозофирају на начин који је сâм Кант описао као сасвим неприхватљив. Ако је Кант ишта показао, онда је то да је метафизичка спекулација у застарелом „трансценденталном” смислу потпуно неупотребљива за достизање сазнања које лежи изван људског искуства. По Шопенхауеру, такво је сазнање у принципу недостижно, те се сваки филозоф – и којом год процедуром – који покуша да успостави постојање Бога и бесмртност душе, у ствари упустио у једно безнадежно филозофско испитивање.

### Свет као репрезентација
Шопенхауер је своју филозофију доживљавао као наставак Кантове, а резултате кантовског епистемолошког истраживања (трансцендентални идеализам) користио је као полазиште за своју властиту филозофију. Кант је тврдио да је емпиријски свет само комплекс појавности чије се постојање и повезаност јавља само у нашим менталним представама. Шопенхауер то понавља у првој реченици свог главног дела:„Свет је моје представљање“ (Die Welt ist meine Vorstellung). Све што постоји за сазнање (читав свет) постоји једноставно као објекат у односу на субјект - „представљање“ субјекта. Све што припада свету је, према томе, „зависно од предмета“. У првој књизи о Свету као вољи и представљању, Шопенхауер свет разматра из овог угла.

### Теорија перцепције
У новембру 1813. Гете је позвао Шопенхауера да му помогне у његовој Теорији боја. Иако је Шопенхауер теорију боја сматрао мањом ствари, прихватио је позив из дивљења Гетеу. Ипак, ове истраге довеле су га до његовог најважнијег открића у епистемологији: проналаска доказа априорне природе узрочности.
Кант је отворено признао да је Хјумов скептични напад на узрочност био мотив за критичке истраге у Критици чистог ума и дао разрађен доказ да покаже да је узрочност а приори. Након што је Г.Е. Шулц учинио вероватним да Кант није оповргнуо Хјумов скептицизам, на онима који су одани Кантовом пројекту било је да докажу ову важну ствар.

Разлика између Кантовог и Шопенхауеровог приступа била је следећа: Кант је једноставно изјавио да нам се емпиријски садржај перцепције „даје“ споља, израз којим је Шопенхауер често изражавао своје незадовољство. С друге стране, он је био заокупљен: како да добијемо овај емпиријски садржај перцепције; како је могуће субјективне сензације ограничене на моју кожу схватити као објективну перцепцију ствари које леже изван мене?
Осети у руци слепог човека, при осећању предмета кубичног облика, прилично су једнолики и исти на све стране и у свим правцима: ивице, истина, притискају мањи део његове руке, још увек у тим сензацијама уопште није ништа попут коцке. Његово разумевање, међутим, изводи непосредан и интуитиван закључак из осећаног отпора, да тај отпор мора имати узрок, који се кроз тај закључак представља као тврдо тело; и покретима руку у осећају предмета, док осећај руке остаје непромењен, он конструише кубни облик у свемиру. Да представљање узрока и простора, заједно са њиховим законима, већ није постојало у њему, слика коцке никада не би могла произићи из тих узастопних сензација у његовој руци.
Узрочност стога није емпиријски концепт извучен из објективних перцепција, али објективна перцепција претпоставља знање о узрочности. Овиме се Хјумов скептицизам оповргава.
Овом интелектуалном операцијом, схватајући сваки ефекат у нашим чулним органима као спољашњи узрок, настаје спољни свет. Са визијом је проналажење узрока у основи поједностављено због светлости која делује у правим линијама. Ретко смо свесни процеса који двоструко осећање на оба ока тумачи као да долази од једног предмета; то обрће утисак на мрежњаче и које користи промену очигледног положаја предмета у односу на удаљеније објекте које пружа бинокуларни вид за опажање дубине и даљине.
Шопенхауер наглашава важност интелектуалне природе перцепције; чула пружају сировину којом интелект производи свет као представу. Своју теорију перцепције изнео је први пут у књизи On Vision and Colors, а у следећим издањима Четвороструког корена, опширно излагање дато је у § 21.

### Свет као воља
У другој књизи о Свету као вољи и представљању, Шопенхауер разматра шта је свет изван његовог аспекта који нам се чини - тј. аспект света изван представљања, свет који се сматра „самим собом“, његовом унутрашњом суштином. Само биће свих ствари, тврди Шопенхауер, јесте воља. Емпиријски свет који нам се чини као представљање има плуралитет и уређен је у просторно-временском оквиру. Свет као ствар по себи мора постојати изван субјективних облика простора и времена. Иако се свет нашем искуству манифестује као мноштво предмета (објективизација воље), сваки елемент ове многострукости има исту слепу тежњу ка постојању и животу. Људска рационалност је тек секундарни феномен који не разликује човечанство од остатка природе на основном, суштинском нивоу. Напредне когнитивне способности људи, тврди Шопенхауер, служе циљевима воље - нелогичној, безусмерној, непрекидној тежњи која осуђује људску јединку на живот који пати неискупљен коначном сврхом. Шопенхауерова филозофија воље као суштинске стварности која стоји иза света као представљања често се назива метафизичким волунтаризмом.
За Шопенхауера, разумевање света као воље доводи до етичких забринутости (за детаље погледајте одељак о етици доле), које он истражује у Четвртој књизи света као Воља и представљање и поново у своја два наградна есеја о слободи воље и на основу морала. Ниједан појединачни људски поступак није слободан, тврди Шопенхауер, јер су то догађаји у свету појавности и према томе подлежу принципу довољног разлога: човекови поступци су неопходна последица мотива и датог карактера појединачног човека. Нужност се протеже на поступке људских бића баш као и на сваки други изглед, па стога не можемо говорити о слободи појединца који жели. Алберт Ајнштајн је цитирао Шопенхауерову идеју да „човек може да ради како хоће, али неће како хоће“. Па ипак, воља као ствар сама по себи је слободна, јер постоји изван царства представљања и самим тим није ограничена било којим од облика нужности који су део начела довољног разлога.
Према Шопенхауеру, спас од нашег јадног постојања може доћи кроз вољу која је 'смирена' метафизичким увидом који открива индивидуалност само као илузију. Светитељ или „велика душа“ интуитивно „препознаје целину, схвата њену суштину и открива да она непрестано пролази, заокупљена узалудним напорима, унутрашњим сукобом и вечитом патњом“ другим речима, потиче из увида да је свет сам по себи (ослобођен облика простора и времена) један. Подвижничке праксе, примећује Шопенхауер, користе се као помоћ „само-укидању“ опоруке, што доводи до блаженог, искупитељског стања „празног хода без празнина“ без напора и патње.

### Уметност и естетика
За Шопенхауера је човеков „вољан“ - жеља, жудња итд. - у основи патње. Привремени начин да се побегне од овог бола јесте естетска контемплација. Овде се човек помера од уобичајеног сазнања појединачних ствари ка сазнању вечних платонских идеја - другим речима, сазнања које је слободно од служења вољи. У естетском промишљању, човек више не доживљава објекат опажања као нешто од чега је одвојен; него „као да је предмет постојао сам, а да га нико није опазио, и тако човек више не може одвојити опажача од опажања, већ су то двоје постали једно, целина свести у потпуности испуњена и заузета једном перцептивном сликом“. Предмет и објекат се више не могу разликовати, а идеја долази до изражаја.
Из овог естетског зарањања више није појединац који пати због ропства својој личној вољи, већ постаје „чисти, безвољни, безболни, безвремени субјект спознаје." Чисти субјект сазнања без воље спознаје само идеје, а не појединачне ствари: ово је врста сазнања која није забринута за односе између предмета према принципу довољног разума (време, простор, узрок и последица) и уместо тога подразумева потпуну апсорпцију у објекту.
Уметност је практична последица овог кратког естетског промишљања јер покушава да прикаже суштину / чисте идеје света. Музика је за Шопенхауера била најчистији облик уметности, јер је она та која је приказивала саму вољу, а да се она није подвргавала Принципу довољног разума, дакле као појединачни предмет. Према Данијелу Олбрајту, „Шопенхауер је сматрао да је музика једина уметност која није само копирала идеје, већ је заправо отелотворила саму вољу“. Сматрао је музику безвременским, универзалним језиком који је свуда схваћен и који може потакнути глобални ентузијазам ако поседује значајну мелодију.

### Математика
Шопенхауерови реалистички погледи на математику очигледни су у његовој критици савремених покушаја да се докаже паралелни постулат у еуклидској геометрији. Писање кратко пре открића хиперболичке геометрије показало је логичку независност аксиома - и много пре него што је општа теорија релативности открила да не мора нужно да изражава својство физичког простора, Шопенхауер је критиковао математичаре због покушаја да помоћу индиректних концепата докажу шта он одржан директно је био очигледан из интуитивне перцепције.
Еуклидска метода демонстрације извадила је из своје материце своју најупечатљивију пародију и карикатуру у чувеној контроверзи око теорије паралела и у покушајима који се понављају сваке године да се докаже једанаести аксиом (познат и као пети постулат). Аксиом тврди, и то заиста, посредним критеријумом треће праве која се пресеца, да две праве нагнуте једна према другој (јер је то тачно значење „мање од два права угла“), ако су произведене довољно далеко, морају испунити. Сада би та истина требало да буде превише компликована да би се схватила као саморазумљива и зато јој је потребан доказ; али такав доказ се не може извести, само зато што нема ништа непосредније.
Током свог писања, Шопенхауер је критиковао логичко извођење филозофије и математике из пуких појмова, уместо из интуитивних перцепција.
У ствари, чини ми се да је логичка метода на тај начин сведена на апсурд. Али управо се кроз контроверзе око тога, заједно са узалудним покушајима да се директно извесно покаже као само посредно извесно, појављују независност и јасноћа интуитивних доказа у супротности са бескорисношћу и потешкоћама логичког доказивања, контраст је толико поучан као забавно је. Овде се неће признати директна извесност, само зато што то није само логична извесност која следи из концепта, а тиме и почива искључиво на односу предиката према субјекту, према принципу контрадикције. Али тај једанаести аксиом у вези са паралелним линијама априори је синтетички предлог и као такав има гаранцију чисте, а не емпиријске перцепције; ова перцепција је подједнако непосредна и сигурна као и сам принцип контрадикције из које сви докази изворно изводе своју сигурност. На дну ово важи за сваку геометријску теорему...
Иако Шопенхауер није могао да види оправдање за покушај доказивања Еуклидовог паралелног постулата, видео је разлог за испитивање још једног Еуклидовог аксиома.
Изненађује ме да осми аксиом, „Ликови који се међусобно поклапају једнаки једни другима“, није прилично нападнут. Јер „подударање једно с другим“ је или пука таутологија, или нешто сасвим емпиријско, што не припада чистој интуицији или перцепцији, већ спољном чулном искуству. Стога претпоставља покретљивост фигура, али сама материја је покретна у простору. Према томе, ово упућивање на међусобно подударање напушта чисти простор, једини елемент геометрије, да би се прешло на материјално и емпиријско.
Ово следи Кантово размишљање.

### Етика
Задатак етике није да пропише моралне поступке које треба предузети, већ да истражи моралне поступке. Филозофија је увек теоретска: њен задатак је да објасни шта је дато.
Према Кантовом трансценденталном идеализму, простор и време су облици нашег сензибилитета у којима се појаве појављују вишеструко. Стварност је сама по себи ослобођена вишеструкости, не у смислу да је објекат један, већ да је изван могућности вишеструкости. Две особе, иако се чине различитим, саме по себи се не разликују.
Изгледи су у потпуности подређени принципу довољног разлога. Егоистични појединац који своје циљеве усредсређује на сопствене интересе мора се носити са емпиријским законима колико год може.
Оно што је релевантно за етику су појединци који могу деловати против властитих личних интереса. Ако узмемо човека који пати када види своје ближње који живе у сиромаштву и сходно томе користи значајан део свог прихода да издржава њихове потребе уместо сопствених задовољстава, онда је то најједноставнији начин да се опише тиме што он мање прави разлику између себе и друге него што се обично прави.
Што се тиче тога како нам се ствари чине, егоист тврди да постоји јаз између две особе, али алтруиста патње других доживљава као своје. На исти начин саосећајни човек не може наудити животињама, иако се чине као да се разликују од њега самог.
Оно што мотивише алтруисте је саосећање. Патња других за њега није хладна материја према којој је равнодушан, али осећа повезаност са свим бићима. Саосећање је дакле основа морала.

### Вечна правда
Шопенхауеров принцип којим се мноштво појављује назива principium individuationis. Кад угледамо природу, видимо да је то сурова битка за постојање. Појединачне манифестације воље могу се одржати само на штету других - воља, као једино што постоји, нема другу могућност осим да се прождере да би искусила задовољство. Ово је основна карактеристика воље и не може се заобићи.
За разлику од временске или људске правде, којој је потребно време да се узврати за зло дело и која „има седиште у држави, као узвраћање и кажњавање“, вечна правда „не влада државом већ светом, не зависи од човека институције, није подложан случају и обмани, није неизвестан, колебљив и греши, већ непогрешив, фиксиран и сигуран." Вечна правда није одмазда јер одмазда захтева време. Нема кашњења или одгоде. Уместо тога, казна је везана за кривично дело, „до тачке када то двоје постају једно."..."Торментер и мучени су једно. [Торментер] греши мислећи да није учесник у патњи; измучен], јер верује да није учесник у кривици “.
Патња је морални исход наше везаности за задовољство. Шопенхауер је сматрао да је ову истину изразила хришћанска догма о источном греху и, у источним религијама, догма о поновном рођењу.

### Квијетизам
Онај ко кроз principium individuationis гледа и патњу уопште схвата као своју, патњу ће видети свуда и уместо да се бори за срећу свог појединачног испољавања, гнушаће се самог живота будући да зна да је он нераздвојно повезан са патњом. За њега је срећан индивидуални живот у свету патње сличан просјаку који једне ноћи сања да је краљ.
Они који су искусили ово интуитивно знање не могу да потврде живот, већ показују испосништво и квијетизам, што значи да више нису осетљиви на мотиве, нису забринути за своју индивидуалну добробит и прихватају зло које им други наносе не опирући се. Они поздрављају сиромаштво и не траже или беже од смрти. Шопенхауер је аскетизам називао порицањем воље за животом.

Људски живот је непрекидна борба за задовољство и, уместо да настави њихову борбу, подвижник је прекида. Није важно да ли су се ови подвижници држали догми хришћанства или дармичке религије, јер је њихов начин живота резултат интуитивног знања.
У том погледу се слажу и хришћански мистик и учитељ филозофије Веданте, обоје сматрају да су сва спољашња дела и верске вежбе сувишни за онога ко је достигао савршенство. Толико слагања у случају тако различитих доба и нација је практични доказ да оно што се овде изражава није, како то оптимистична тупост воли да тврди, ексцентричност и изопаченост ума, већ суштинска страна људске природе, која се само чини тако ретко због своје изврсности.

### Психологија
Филозофи традиционално нису импресионирани потребом секса, али се Шопенхауер искрено обратио њему и сродним концептима:
... Треба се изненадити да су ствар [пол] који игра толико важну улогу у људском животу до сада филозофи практично занемаривали и пред нама лежи као сирови и необрађени материјал.
Назвао је силу у човеку за коју је осећао да има непромењиву предност над разумом: Воља за животом (Wille zum Leben), дефинисана као својствени нагон унутар људи и свих створења да остану живи; сила која нас подвлачи у репродукцију.

Шопенхауер је одбио љубав да схвати било као безначајну или случајну, већ ју је схватио као неизмерно моћну силу која је невиђена лежала у човековој психи, гарантујући квалитет људске расе:
Крајњи циљ свих љубавних веза... важнији је од свих других циљева у човековом животу; и зато је сасвим достојан дубоке озбиљности којом га сви прате. Оно о чему се одлучује није ништа мање од састава следеће генерације...
Често се тврди да су Шопенхауерове мисли о сексуалности наговештавале теорију еволуције, што је Дарвин наишао на задовољство када је у свој Descent of Man укључио цитат немачког филозофа. Ово је такође забележено у вези са Фројдовим концептима либида и несвесног ума, као и еволуционе психологије уопште.

### Политичка и друштвена мисао

#### Политика
Шопенхауерова политика била је одјек његовог етичког система, који је он детаљно разјаснио у свом делу „Die beiden Grundprobleme der Ethik“ (два есеја о слободи воље и о основама морала).
У повременим политичким коментарима у својим Parerga and Paralipomena и остаци рукописа, Шопенхауер се описао као заговорник ограничене владе. Шопенхауер је делио став Томаса Хобса о неопходности државе и државне акције ради провере урођених тенденција деструкције наше врсте. Такође је бранио независност законодавне, судске и извршне гране власти и монарха као непристрасног елемента способног за практицирање правде (у практичном и свакодневном смислу, а не космолошком).
Изјавио је да је монархија „природна за човека на скоро исти начин као и за пчеле и мраве, ждралове у лету, лутајуће слонове, вукове у чопору у потрази за пленом и друге животиње“. Интелект у монархијама, пише он, увек има „много веће шансе против глупости, њеног непомирљивог и увек присутног непријатеља, као што је то случај у републикама; али то је велика предност.“ С друге стране, Шопенхауер је омаловажавао републиканизам као бити „онолико неприродно за човека колико је неповољно за виши интелектуални живот, а тиме и за уметност и науку“.
Шопенхауер, према сопственом признању, није много размишљао о политици, и неколико пута је поносно писао о томе како је мало пажње посвећивао „политичким пословима у току свог дана“. Иако био савременик неколико револуција у француској и немачкој влади и неколико ратова који су тресли континент, он је задржао своју позицију „не бринући о времену већ о вечностима“. Написао је многе омаловажавајуће напомене о Немачкој и Немцима. Типичан пример је: „За Немца је чак добро имати мало подуже речи у устима, јер полако размишља и дају му времена за размишљање.“

#### Казна
Држава, тврдио је Шопенхауер, кажњава криминалце да би спречила будуће злочине. Она ставља „поред сваког могућег мотива за почињење неправде снажнији мотив за њено нечињење, неизбежну казну. Сходно томе, кривични закон је што је могуће потпунији регистар контра-мотива свих кривичних дела која се могу замислити...“ Тврдио је да му ова доктрина није оригинална. Раније се појављивала у списима Платона, Сенеке, Хобса...

#### Расе и религије
Шопенхауер је северним „белим расама“ приписао цивилизацијски примат због њихове осетљивости и креативности (осим старих Египћана и Хиндуса, које је сматрао једнаким):
Највиша цивилизација и култура, осим старих Хиндуса и Египћана, налазе се искључиво међу белим расама; па чак и код многих мрачних народа, владајућа каста или раса је светлије боје од осталих и стога је очигледно доселила, на пример, Брамане, Инке и владаре Јужно-морских острва. Све је то због чињенице да је нужност мајка изума, јер су она племена која су рано емигрирала на север, а тамо постепено постајала бела, морала да развију све своје интелектуалне моћи и измисле и усаврше све уметности у својој борби са потребама, оскудица и беда, које је у многим њиховим облицима донела клима. То су морали да ураде да би надокнадили штедњу природе и из свега је произашла њихова висока цивилизација.
Шопенхауер је био против ропства. Говорећи о поступању са робовима у робовласничким државама Сједињених Држава, Шопенхауер је осудио „оне ђаволе у људском обличју, оне дрске, црквене, строге поштиваче суботе, пропалице, посебно англиканске пароле међу њима„ због тога како они “односе се према својој невиној црној браћи која су насиљем и неправдом упала у њихове ђавоље канџе.“ Државе робовласништва у Северној Америци, пише Шопенхауер, представљају „срамоту за цело човечанство“. У својој метафизици сексуалне љубави, Шопенхауер је написао:
Даље, разматрање тена је врло одлучно. Плавуше више воле тамне особе или бринете; али ови други ретко више воле прве. Разлог је тај што су светла коса и плаве очи саме по себи варијација од типа, готово абнормалност, аналогна белим мишевима или барем сивим коњима. Ни у једном делу света, чак ни у близини пола, нису аутохтони, осим у Европи, и очигледно су скандинавског порекла. Овде бих могао успут да изразим своје мишљење да бела боја коже човеку није природна, али да по природи има црну или смеђу кожу, попут наших предака Хиндуса; да према томе бели човек никада није изворно изникнуо из материце природе, и да стога не постоји таква реч као бела раса, о чему се већ говори, већ је сваки белац избледели или избељени. Присиљен у чудном свету, где постоји само као егзотична биљка, а тако је потребно зими стакленик, током хиљада година човек је постао бео. Цигани, индијанска раса која се доселила пре само отприлике четири века, показују прелазак са тена хиндуиста на наш. Стога се у сексуалној љубави природа труди да се врати тамној коси и смеђим очима као примитивном типу; али бела боја коже постала је друга природа, мада не тако да нас браон хиндуистички одбија. Коначно, свако такође тражи у одређеним деловима тела исправљање властитих недостатака и аберација и то што је одлучније то је важнији део.
Шопенхауер је такође одржавао изразити метафизички и политички антијудаизам. Шопенхауер је тврдио да је хришћанство представљало побуну против онога што је он обликовао као материјалистичку основу јудаизма, показујући етику под индијским утицајем која одражава аријевско-ведску тему духовног самоосвајања. То је видео насупрот неуком нагону ка земаљском утопизму и површности световног „јеврејског“ духа:
[Јудаизам] је, према томе, најсуровија и најсиромашнија од свих религија и састоји се само у апсурдном и револтирајућем теизму. То значи да κυριος ['Господ'], који је створио свет, жели да га обожавају; и зато је пре свега љубоморан, завидан својим колегама, свим осталим боговима; ако им се жртвују, он је бесан и његови Јевреји лоше живе... Најжалосније је што је ова религија постала основа преовлађујуће религије у Европи; јер је то религија без икаквих метафизичких тенденција. Док све друге религије настоје да људима симболима објасне метафизички значај живота, јеврејска религија је потпуно иманентна и не пружа ништа друго до пуког ратног поклича у борби са другим народима.

#### Жене
У свом есеју о женама из 1851. године, Шопенхауер је изразио противљење ономе што је назвао „тевтонско-хришћанском глупошћу“ рефлексивног, неиспитаног пијетета (abgeschmackten Weiberveneration) према жени. Шопенхауер је написао „Жене су директно способне да се понашају као медицинске сестре и учитељице нашег раног детињства чињеницом да су и саме детињасте, неозбиљне и кратковидне“. Сматрао је да жене немају уметничке способности и осећај за правду, и изразио је своје противљење моногамији. Роџерс и Томпсон га убрајају у филозофима који се лоше понашају и називају Шопенхауера „мизогином особом без премца у... западној филозофији“. Тврдио је да је „жени по природи предвиђено да се покорава“. Међутим, есеј даје неке комплименте: „Жене су у свом расуђивању одлучније трезвеније него [мушкарци]“ и саосећају са патњом других.
Шопенхауерови списи утицали су на многе, од Фридриха Ничеа до феминисткиња деветнаестог века. Његова биолошка анализа разлике међу половима и њихових одвојених улога у борби за опстанак и репродукцију предвиђа неке од тврдњи које су касније излагали социобиолози и еволуциони психолози.
Када је остарели Шопенхауер 1859. седео за портретом скулптуре пруске вајарке Елисабет Неј, био је веома импресиониран духовитошћу и неовисношћу младе жене, као и њеном вештином визуелне уметнице. После времена проведеног са Неј, рекао је пријатељици Рихарда Вагнера Малвиди вон Мејсенбуг, "Још нисам рекао последњу реч о женама. Верујем да, ако жена успе да се повуче из масе, или боље речено уздигне изнад масе, она расте непрестано и више од човека."

#### Педерастија
У трећем, проширеном издању Света као воље и представљања (1859), Шопенхауер је додао додатак свом поглављу о Метафизици сексуалне љубави. Написао је да се педерастија користи у спречавању лоше рођене деце. У вези с тим, изјавио је да „порок који разматрамо да изгледа делује директно против циљева природе и која је најважнија и која је за њу највише забрињава мора у ствари служити управо тим циљевима, мада само посредно, као средство за спречавање већег зла." Шопенхауер завршава додатак изјавом да је "излажући ове парадоксалне идеје желео сам да професорима филозофије удовољим малом услугом. Учинио сам то пружајући им прилику да ме клевећу говорећи да браним и похваљујем педерастију."

#### Наслеђе и еугеника
Шопенхауер је личност и интелект посматрао као наслеђене. Цитира Хорацијеву изреку: „Од храбрих и добрих храбри су сишли“ (Одес, 4, 29) и Шекспирову реченицу из Cymbeline, „Кукавице су оци кукавица, а мале ствари праве мале ствари“ (ИВ, 2) да би појачао свој наследни аргумент. Механички, Шопенхауер је веровао да особа свој интелект наслеђује преко мајке, а лични карактер преко оца. Ово веровање у наследност особина информисало је Шопенхауерово гледиште о љубави - стављајући га на највиши ниво важности. За Шопенхауера је „коначни циљ свих љубавних сплетки, било комичних или трагичних, заиста важнији од свих осталих крајева у људском животу. Оно на шта се све окреће није ништа мање него састав следеће генерације... није богатство или невоља било ког појединца, већ људског рода који долази, а који је овде у питању." Овакав поглед на важност за врсту коју смо изабрали да волимо огледао се у његовим погледима на еугенику или добро одгајање. Овде је Шопенхауер написао:
Са нашим знањем о потпуној непроменљивости и карактера и менталних способности, доведени смо до става да би се до стварног и темељног побољшања људске расе могло доћи не толико споља колико изнутра, не толико теоријом и упутством као пут генерације. Платон је имао нешто на уму када је у петој књизи своје Државе објаснио свој план за повећање и побољшање своје ратничке касте. Ако бисмо могли кастрирати све ниткове и забити све глупе гуске у самостан, а мушкарцима племенитог карактера дати читав харем, и набавити мушкарце, и заиста добре мушкарце, за све девојке пуне интелекта и разумевања, онда би ускоро настала генерација која би била боља од Периклове.
У другом контексту, Шопенхауер је поновио своју еугеничку тезу: „Ако желите утопијске планове, рекао бих: једино решење проблема је деспотизам мудрих и племенитих припадника праве аристократије, истинског племства, постигнутог парењем највише великодушних мушкараца са најпаметнијим и најдаровитијим женама. Овај предлог представља моју утопију и моју Платонску Државу.“ Аналитичари (нпр. Кит Ансел-Пирсон) сугеришу да су Шопенхауерови антиегалитаристички осећаји и његова подршка еугеники утицали на нео-аристократска филозофија Фридриха Ничеа, који је Шопенхауера у почетку сматрао својим ментором.

#### Добробит животиња
Као последица његове монистичке филозофије, Шопенхауер је био веома забринут за добробит животиња. За њега су све појединачне животиње, укључујући људе, у суштини феноменалне манифестације оне која је у основи Воље. Реч „воља“ за њега је одредила силу, снагу, импулс, енергију и жељу; то је најближа реч коју имамо која може означавати суштину свих спољних ствари и наше директно, унутрашње искуство. Будући да свако живо биће поседује вољу, људи и животиње су у основи исти и могу се препознати једни у другима. Из тог разлога је тврдио да би добра особа имала симпатије према животињама.
Саосећање са животињама уско је повезано са добротом карактера и може се поуздано тврдити да онај ко је суров према живим бићима не може бити добар човек.
- На основу морала, § 19

Ништа тачније не води ка препознавању идентитета суштинске природе у животињским и људским феноменима од проучавања зоологије и анатомије.
- На основу морала, поглавље 8

Претпоставка да су животиње без права и илузија да наш однос према њима нема морални значај је безобразан пример западњачке суровости и варварства. Универзално саосећање једина је гаранција морала.
- На основу морала, поглавље 8

1841. похвалио је оснивање у Лондону Друштва за спречавање окрутности према животињама и Друштва пријатеља животиња у Филаделфији. Шопенхауер је отишао толико далеко да је протестовао користећи заменицу „то“ у односу на животиње јер је то водило према њима као према неживим стварима. Да би појачао своје ставове, Шопенхауер се позвао на анегдотске извештаје о погледу стрељаног мајмуна, као и на тугу слонице којој је мајку убио ловац.
Био је веома везан за свој низ пудлица кућних љубимаца. Шопенхауер је критиковао Спинозино веровање да су животиње пуко средство за задовољство људи.

### Интелектуални интереси и афинитети

#### Индологија
Шопенхауер је прочитао латински превод древних хиндуистичких текстова, Упанишаде, у преводу француског писца Анкетил ду Перона из персијског превода принца Даре Сукох под називом Сире-Акбар („Велика тајна“). Филозофија га је толико импресионирала да ју је назвао „производњом највише људске мудрости“ и веровао је да садржи надљудске концепте. Шопенхауер је Индију сматрао „земљом најстарије и најискреније мудрости, местом одакле су Европљани могли да прате своје порекло и традицијом којом су на њих утицали на толико одлучних начина“, и сматрао је Упанишаде „најисплативије и уздижуће читање које је [...] могуће на свету. То је била утеха мог живота и биће утеха моје смрти."

Шопенхауер је први пут са преводом Анкетил ду Перона упознао Фридриха Мајер 1814. године. Упознали су се током зиме 1813–1814 у Вејмару у кући Шопенхауерове мајке, према биографу Сафранском. Мајер је био Хердеров следбеник и рани индолог. Шопенхауер је, међутим, почео озбиљно проучавати индијске текстове тек у лето 1814. Сафрански тврди да је између 1815. и 1817. Шопенхауер имао још једно важно унакрсно опрашивање индијанским мислима у Дрездену. То је било преко његовог двогодишњег комшије Карла Кристијана Фридриха Краусеа. Краусе је тада био малолетни и прилично необичан филозоф који је покушавао да помеша своје идеје са древном индијском мудрошћу. Краусе је такође савладао санскрит, за разлику од Шопенхауера, и развили су професионални однос. Од Краусеа је Шопенхауер научио медитацију и добио најближе савете стручњака у вези са индијском мишљу.
Поглед на ствари [...] да је сва плуралност само привидна, да у непрегледном низу појединаца, који истовремено и узастопно прелазе у и изван живота, генерација за генерацијом, старост за годинама, постоји само један те исти ентитет стварно постојеће, што је присутно и идентично подједнако; - кажем, та теорија је била позната много пре Канта; заиста, може се пренети у најудаљенију антику. То је алфа и омега најстарије књиге на свету, светих Веда, чији се догматски део, тачније езотерично учење, налази у Упанишадама. Ту се налази готово на свакој страници та дубока доктрина; неуморним понављањем, у небројеним адаптацијама, многим разноврсним параболама и сличностима то се излаже и усађује.
- На основу морала, поглавље 4

Књига Упанишаде увек је лежала отворена на његовом столу и увек ју је проучавао пре спавања. Отварање санскртске књижевности назвао је „највећим даром нашег века“ и предвидео да ће филозофија и знање Упанишада постати негована вера Запада. Најуочљивији је, у случају Шопенхауеровог дела, значај Chandogya Upanishad, чија се Mahāvākya, Tat Tvam Asi, широм света помиње као воља и представа.

### Будизам
Шопенхауер је приметио преписку између својих доктрина и Четири племените истине будизма. Сличности усредсређене на принципе да живот укључује патњу, да је патња узрокована жељом и да изумирање жеље води ка ослобођењу. Тако три од четири „Будине истине“ одговарају Шопенхауеровој доктрини воље. У будизму, међутим, иако су похлепа и пожуда увек невешти, жеља је етички променљива - може бити вешта, невешта или неутрална.
За Шопенхауера је воља имала онтолошки примат над интелектом; жеља је пре размишљања. Шопенхауер је сматрао да је ово слично појмовима пурусартха или животним циљевима у Веданта хиндуизму.
У Шопенхауеровој филозофији порицање воље постиже се:
- лично искуство изузетно велике патње која доводи до губитка воље за животом; или
- знање о суштинској природи живота у свету кроз посматрање патње других људи.

Међутим, будистичка нирвана није еквивалент услову који је Шопенхауер описао као порицање воље. Нирвана није гашење особе како су неки западни научници мислили, већ само „гашење“ (дословно значење нирване) пламена похлепе, мржње и заблуде који нападају карактер особе. Шопенхауер је у својој расправи о религијама дао следећу изјаву:
Ако бих желео да резултате своје филозофије узмем за стандард истине, морао бих да признам предност будизма над другима. У сваком случају, мора да ми представља задовољство да видим своју доктрину у тако блиском слагању са религијом коју већина људи на земљи сматра својом, јер ово броји много више следбеника него било која друга. И овај споразум мора да ми буде још угоднији, утолико што у свом филозофирању сигурно нисам био под његовим утицајем. До 1818. године, када се моје дело појавило, у Европи се могло наћи врло мало извештаја о будизму.
Међутим, будистички филозоф Нисхитани Кеији настојао је удаљити будизам од Шопенхауера. Иако Шопенхауерова филозофија у таквом резимеу може звучати прилично мистично, његова методологија је била одлучно емпиријска, а не спекулативна или трансцендентална:
Филозофија... је наука и као таква нема чланака вере; сходно томе, у њему се не може претпоставити да постоји ништа осим онога што је позитивно дато емпиријски или демонстрирано неоспорним закључцима.

Такође имајте на уму:
Овај стварни свет онога што је могуће спознати, у којем се налазимо и што је у нама остаје и материјал и граница нашег разматрања.
Аргумент да је будизам утицао на Шопенхауерову филозофију више од било које друге дармичке вере губи на веродостојности, јер није започео озбиљно проучавање будизма тек након објављивања књиге „Свет као воља и представљање“ 1818. Научници су почели да ревидирају раније ставове о Шопенхауеровом открићу будизма. Докази о раном интересовању и утицају појављују се у Шопенхауеровим белешкама о будизму из 1815/16 (преписао и превео Урс Ап). Они су укључени у недавну студију случаја која прати Шопенхауерово интересовање за будизам и документује његов утицај. Други научни радови постављају питање колико је Шопенхауерова филозофија заправо слична будизму.

### Магија и окултизам
Неке традиције западног езотеризма и парапсихологије занимале су Шопенхауера и утицале на његове филозофске теорије. Хвалио је животињски магнетизам као доказ стварности магије у свом делу. „О вољи у природи“ и ишао је толико далеко да је прихватио поделу магије на левицу и десницу, иако је сумњао у постојање демона.
Шопенхауер је магију утемељио у Вољи и тврдио је да сви облици магијске трансформације зависе од људске Воље, а не од ритуала. Ова теорија је нарочито паралелна систему магике Алистера Краулија и његовом нагласку на човековој вољи. С обзиром на важност Воље за свеобухватни систем Шопенхауера, ово значи „сугерисање да је читав његов филозофски систем имао магијске моћи.“ Шопенхауер је одбацио теорију разочарања и тврдио да би филозофија требало да се синтетише магијом, за коју је веровао да представља „практичну метафизику."
Неоплатонизам, укључујући традиције Плотина и у мањој мери Марсилио Фићино, такође је наведен као утицај на Шопенхауера.

### Интереси
Шопенхауер је имао широк спектар интереса, од науке и опере до окултизма и књижевности.
У студентским годинама, Шопенхауер је чешће ишао на предавања из наука него из филозофије. Био је заинтересован јер је његова лична библиотека садржала близу 200 књига научне литературе приликом његове смрти, а његова дела се односе на научне наслове који нису пронађени у библиотеци.
Многе вечери су проведене у позоришту, опери и балету; Шопенхауеру су се посебно допале опере Моцарта, Росинија и Белинија. Шопенхауер је музику сматрао највишом уметношћу, а током свог живота свирао је флауту.

Као полиглот, знао је немачки, италијански, шпански, француски, енглески, латински и старогрчки и био је страствени читалац поезије и књижевности. Нарочито је поштовао Гетеа, Петрарку, Калдерона и Шекспира.
Да Гете није послат на свет истовремено са Кантом како би га уравнотежио, да тако кажем, у духу доба, потоњи би био прогоњен попут ноћне море многих амбиција ума и тлачио би га великом невољом. Али сада њих двоје имају бескрајно користан ефекат из супротних праваца и вероватно ће подићи немачки дух на висину која надмашује чак и античку.
У филозофији су његови најважнији утицаји били, према њему самом, Кант, Платон и УпанишадеШто се тиче Упанишада и Веда, он у The World as Will пише:
Ако је читалац такође добио корист од Веда, приступ којем је помоћу Упанишада у мојим очима највећа привилегија коју овај још увек млади век (1818) може полагати пре свих претходних векова, ако тада читалац, кажем, примио је своју иницијацију у исконској индијској мудрости и примио је отвореног срца, биће припремљен на најбољи начин да саслуша оно што му морам рећи. Неће му звучати чудно, као ни многим другима, а још мање незадовољно; јер бих могао, ако не би звучало умишљено, тврдити да се свака одвојена изјава која чини Упанишаде може извести као неопходан резултат темељних мисли које морам да изговорим, мада сами ти одбици никако не бити тамо пронађени.

## Мисли о другим филозофима

### Ђордано Бруно и Спиноза
Шопенхауер је Бруна и Спинозу доживљавао као филозофе који нису везани за своје доба или нацију. „Обоје су испуњени мишљу да, колико год да су појаве света многоструке, то је још увек једно биће, које се појављује у свима њима... Према томе, у њиховом свету нема места за Бога као створитеља света у њиховим филозофијама, али Бог је сам свет “.
Шопенхауер је изразио жаљење што се Спиноза залагао за презентацију своје филозофије са концептима схоластике и картезијанске филозофије, и покушао је да користи геометријске доказе који не важе због нејасних и прешироких дефиниција. С друге стране, Бруно, који је знао много о природи и древној књижевности, своје идеје је представио са италијанском живописношћу и међу филозофима је једини који се приближава Платоновој песничкој и драмској снази излагања.
Шопенхауер је приметио да њихова филозофија не пружа никакву етику, па је стога изузетно значајно што је Спиноза своје главно дело назвао Етика. Заправо, са становишта потврђивања живота могло би се сматрати потпуним ако се потпуно занемари морал и самоодрицање. Још је необичније што Шопенхауер спомиње Спинозу као пример порицања воље, ако се француска биографија Жана Максимилијена Лукаса користи као кључ Tractatus de Intellectus Emendatione.

### Имануел Кант
Значај Канта за Шопенхауера, како у филозофији, тако и на личном нивоу, не може се преценити. Кантова филозофија била је темељ Шопенхауерове филозофије и имао је високу похвалу за трансцендентални естетски одељак Кантове Критике чистог ума. Кант је успео да демонстрира оно што су претходни филозофи само тврдили.

О Кантовом утицају на његово дело, Шопенхауер пише у предговору другом издању Света као воље и представљања:
Већ сам објаснио у предговору за прво издање да се моја филозофија темељи на Кантовој филозофији, те стога претпоставља њено темељно познавање. Понављам ово овде. Јер Кантово учење производи у уму свих који су га схватили суштинску промену која је толико велика да се може сматрати интелектуалним рођењем. Само она је у стању заиста уклонити урођени реализам који полази од изворног карактера интелекта, што ни Беркли ни Малебранш не успевају, јер остају превише у универзалном, док Кант улази у одређено, и заиста на неки начин то је прилично непримерено и пре и после њега, и које има прилично необичан, и, могли бисмо рећи, тренутни ефекат на ум, услед којег је подвргнут потпуној децепцији, и одмах на све ствари гледа у другом светлу. Само на тај начин неко може постати подложан позитивнијим излагањима која морам да дам. С друге стране, онај ко није савладао кантовску филозофију, шта год да је још проучавао, као да је у невиности; то јест, он остаје у домету оног природног и дечјег реализма у којем смо сви рођени и који нам одговара за све могуће, уз изузетак филозофије.
У његовој радној соби једна биста је била Буде, друга Канта. Веза коју је Шопенхауер осећао са филозофом из Конигсберга показује се у недовршеној песми коју је посветио Канту (укључена у 2. свеску Парерге):
Очима сам те пратио на плаво небо,
И тамо се твој лет растворио из видокруга.
Сам сам остао у гомили доле,
Твоја реч и књига моја једина утеха.—
Кроз напрезање твојих надахњујућих речи
Настојао сам да одагнам туробну самоћу.
Са свих страна ме окружују странци.

Свет је пуст и живот је бескрајан.
Шопенхауер је петину свог главног дела, Свет као воља и представа, посветио детаљној критици кантовске филозофије.
Шопенхауер је похвалио Канта због његове разлике између изгледа и ствари у себи, док је општи консензус у немачком идеализму био да је ово најслабије место Кантове теорије, јер, према Канту, узрочност може наћи примену на објектима само искуство, и сходно томе ствари у себи не могу бити узрок појављивања. Неприхватљивост овог образложења признао је и Шопенхауер. Инсистирао је да је ово истинит закључак изведен из лажних премиса.

## Утицај
Шопенхауер је остао најутицајнији немачки филозоф до Првог светског рата. Његова филозофија била је полазна основа за нову генерацију филозофа, укључујући: Јулиус Бахнсен, Пол Досен, Лазар вон Хеленбах, Карл Роберт Едуард вон Хартман, Ернст Ото Линднер, Филип Мејнландер, Фридрих Ниче, Олга Плумахер и Агнес Тауберт. Његово наслеђе обликовало је интелектуалну расправу и натерало покрете који су му се у потпуности супротстављали, неокантијанизам и позитивизам, да се позабави питањима која би иначе потпуно игнорисали, и притом их је изразито променио. Француски писац Ги де Мопасан коментарисао је да „изгледа да данас чак и они који га изнуде носе у својим душама честице његове мисли.“ Међу остале филозофе 19. века који су навели његов утицај су Ханс Вајхингер, Волкелт, Соловјов и Вејнингер.
Шопенхауера су добро читали физичари, а посебно Ајнштајн, Шредингер, Волфганг Паули и Мајорана. Ајнштајн је Шопенхауерове мисли описао као „непрекидну утеху“ и назвао га генијем. У његовој берлинској студији на зиду су висиле три фигуре: Фарадеј, Маквел, Шопенхауер. Конрад Вахсман се присетио: „Често је седео са једним од добро истрошених Шопенхауерових свезака и док је седео тамо, изгледао је тако задовољан, као да се бавио ведрим и веселим послом.“
Када је Ервин Шредингер открио Шопенхауера („највећег савана Запада“), размишљао је да своје студије физике пребаци на филозофију. Идеалистичка гледишта задржао је током остатка свог живота. Волфганг Паули прихватио је главно начело Шопенхауерове метафизике, да је ствар у себи воља.
Али највише од свега Шопенхауер је познат по свом утицају на уметнике. Рихард Вагнер постао је један од најранијих и најпознатијих присталица Шопенхауерове филозофије. Дивљење није било обострано и Шопенхауер је прогласио: „Остајем веран Росинију и Моцарту!“ Дакле, добио је надимак „уметников филозоф“.
Под утицајем Шопенхауера, Лав Толстој се уверио да истина свих религија лежи у самоодрицању. Када је читао Шопенхауерову филозофију, Толстој је узвикнуо „тренутно сам уверен да је Шопенхауер највећи геније међу људима... Цео свет је у неупоредиво лепом и јасном одразу.“ Рекао је да оно што је написао у Рату и миру такође говори Шопенхауер у Свету као воља и представљање.
Хорге Луис Борхес приметио је да је разлог што никада није покушао да напише систематски приказ свог погледа на свет, упркос својој склоности ка филозофији и метафизици посебно, тај што га је Шопенхауер већ написао за њега.
Остале личности у литератури на које је Шопенхауер снажно утицао су Томас Ман, Томас Харди, Афанаси Фет, Ј.К. Хуисманс и Џорџ Сантајана. У последњим годинама свог живота, Херман Мелвил, док је писао Билија Бада, читао је Шопенхауерове есеје и снажно их обележавао. Учењак Брајан Јотерс примећује да је Мелвил „означио бројне мизантропске, па чак и самоубилачке примедбе, указујући на привлачење најекстремнијих врста самоће, али такође је забележио Шопенхауерово размишљање о моралним двосмисленостима генија“. Шопенхауерова привлачност и расправе. и источне и западне религије у међусобној повезаности оставили су утисак на Мелвила у последњим годинама.
Сергеј Прокофјев, иако се у почетку нерадо бавио се делима запаженим по песимизму, фасцинирао се Шопенхауером након читања афоризама о мудрости живота у Парерги и Паралипомена. „Својим истинама Шопенхауер ми је пружио духовни свет и свест о срећи.“

## Цитати
- Здравље надмашује сва могућа добра тако знатно да је здрав просјак сретнији од болесног краља.
- Љубомора се увек рађа са љубављу, али не умире увек са њом.
- Ко је паметан, тај ће у разговору мање мислити на оно о чему говори, а више на онога са ким разговара. Ако тако буде чинио, може бити уверен да неће рећи ништа због чега би се касније могао кајати.
- Ма како чврсто људи били повезани пријатељством, љубављу или браком, сасвим поштено сваки на крају мисли ипак само на себе и можда још на своје дете.
- Будала трчи за ужицима живота и схвата да је преварена. Мудрац избегава невоље.
- Највећа је од свих лудости – жртвовати своје здравље, ма шта то било; због стицања имовине, због напредовања у служби, због учености, због славе, а да о тој сласти и краткотрајним ужицима и да не говоримо. Шта више, здрављу треба све подредити.
- Пријатељ свих није ничији пријатељ.
- Да је човечанство одувек било разумно, историја не би била дугачка хроника глупости и злочина.
- Мало има ствари које ће људе више одобровољити него кад им испричамо велику несрећу која нас недавно снашла.
- Као што је љубав према животу заправо само страх од смрти, тако и друштвеност људи заправо није директна; она се, наиме, не заснива на љубави према друштву, него на страху од самоће.
- Стил је физиономија нашег ума. Он је поузданији кључ карактера него што је физиономија тела. Имитирати стил друге особе исто је што и носити маску. Колико год маска била добра, убрзо ће постати досадна и неподношљива зато што је без живота; и стога је и најружније живо лице боље од ње…
- Нема ничега од чега се писац треба више чувати него уочљивог упињања да покаже више интелекта него што га има, зато што то рађа сумњу код читаоца да га има врло мало, јер човек увек, по својој природи, наглашава оно што уистину не поседује. И зато је награда за писца да га називају наивним, јер то значи да се он може приказати таквим какав је. Генерално, наивност је привлачна, док оно неприродно свуда одбија. Такође, увиђамо да сваки прави мислилац настоји да изрази своје мисли чисто, јасно, коначно и концизно колико год је то могуће. Због тога је једноставност увек била посматрана као знак, не само истине, већ такође и генијалности. Стил добија своју лепоту од мисли које изражава, а код оних писаца који се само праве да размишљају каже се да су њихове мисли добре због њиховог стила. Стил је само фигура мисли; писати нејасним или лошим стилом знак је глупих и збрканих мисли.
- Људе у друштво тера унутрашња празнина и досада. Ако осете да су нам потребни, људи постају обесни и арогантни.
- Оно што нас најнепосредније усрећује јесте ведрина ума. Ова особина је сама себи награда. Зато би развијање ведрине у себи ваљало ставити испред свих тежњи!

### Биографије
- Frederick Copleston (1946). Arthur Schopenhauer, philosopher of pessimism. Burns, Oates & Washbourne.
- O. F. Damm, Arthur Schopenhauer – eine Biographie (Reclam, 1912)
- Kuno Fischer (1893). Arthur Schopenhauer. Heidelberg: Winter.. revised as (1898). Schopenhauers Leben, Werke und Lehre. Heidelberg: Winter.. ).
- Eduard Grisebach (1876). Schopenhauer – Geschichte seines Lebens. Berlin: Hofmann.
- D. W. Hamlyn, Schopenhauer, London: Routledge & Kegan Paul (1980, 1985)
- Heinrich Hasse. Schopenhauer. Reinhardt,.
- Arthur Hübscher (1938). Arthur Schopenhauer – Ein Lebensbild. Leipzig: Brockhaus.
- Thomas Mann (1938). Schopenhauer. Bermann-Fischer.
- Matthews, Jack, (2015). Schopenhauer's Will: Das Testament. ISBN 978-0-9858278-8-5.. Nine Point Publishing. . A recent creative biography by philosophical novelist Jack Matthews.
- Rüdiger Safranski (1987). Schopenhauer und die wilden Jahre der Philosophie – Eine Biographie. ISBN 978-3-446-14490-3.. hard cover Carl Hanser Verlag, München 1987, , pocket edition Fischer:  978-3-596-14299-6.
- Rüdiger Safranski, (1989). Schopenhauer and the Wild Years of Philosophy. London: Weidenfeld and Nicolson.. trans. Ewald Osers . )
- Walther Schneider (1937). Schopenhauer – Eine Biographie. Vienna: Bermann-Fischer.
- William Wallace, (1890). Life of Arthur Schopenhauer. London: Scott.. repr., St. Clair Shores, Mich.: Scholarly Press, 1970)
- Helen Zimmern (1876). Arthur Schopenhauer:  His Life and His Philosophy. London: Longmans, Green & Co.

### Друге књиге
- App, Urs. „Arthur Schopenhauer and China. Sino-Platonic Papers Nr. 200 (April 2010)” (PDF). (PDF, 8.7 Mb PDF, 164 p.). Contains extensive appendixes with transcriptions and English translations of Schopenhauer's early notes about Buddhism and Indian philosophy.
- App, Urs,. Schopenhauers Kompass. Die Geburt einer Philosophie. ISBN 978-3-906000-02-2.. UniversityMedia, Rorschach/ Kyoto 2011.
- Atwell, John. Schopenhauer on the Character of the World, The Metaphysics of Will..
- Atwell, John,. Schopenhauer, The Human Character..
- Edwards, Anthony. An Evolutionary Epistemological Critique of Schopenhauer's Metaphysics. 123 Books, 2011.
- Copleston, Frederick, (1975). Schopenhauer: Philosopher of Pessimism. reprinted London: Search Press.. 1946 . ).
- Gardiner, Patrick, 1963. Schopenhauer. Penguin Books.
- Janaway, Christopher, . (2002). Schopenhauer: A Very Short introduction. Oxford University Press. ISBN 978-0192802590.
- Janaway, Christopher, . (2003). Self and World in Schopenhauer's Philosophy. Oxford University Press. ISBN 978-0-19-825003-6.
- Magee, Bryan. The Philosophy of Schopenhauer. Oxford University Press.. (1988, reprint 1997).  978-0-19-823722-8
- Marcin, Raymond B. (2005). In Search of Schopenhauer's Cat: Arthur Schopenhauer's Quantum-Mystical Theory of Justice. ISBN 978-0813214306.. Washington, D.C.: The Catholic University of America Press
- Neymeyr, Barbara, 1996 (reprint 2011): Ästhetische Autonomie als Abnormität. Kritische Analysen zu Schopenhauers Ästhetik im Horizont seiner Willensmetaphysik. (= Quellen und Studien zur Philosophie. Volume 42). Walter de Gruyter, Berlin / New York 1996,  3-11-015229-0. (reprint 2011, De Gruyter Berlin / Boston).
- Mannion, Gerard, "Schopenhauer, Religion and Morality – The Humble Path to Ethics", Ashgate Press, New Critical Thinking in Philosophy Series, 2003, 314pp.
- Trottier, Danick. L'influence de la philosophie schopenhauerienne dans la vie et l'oeuvre de Richard Wagner; et, Qu'est-ce qui séduit, obsède, magnétise le philosophe dans l'art des sons? deux études en esthétique musicale, Université du Québec à Montréal, Département de musique, 2000.
- Zimmern, Helen, Arthur Schopenhauer, his Life and Philosophy, London, Longman, and Co., 1876.
- Kastrup, Bernardo. Decoding Schopenhauer's Metaphysics – The key to understanding how it solves the hard problem of consciousness and the paradoxes of quantum mechanics. Winchester/Washington, iff Books, 2020.
- de Botton, Alain. The Consolations of Philosophy. ISBN 0-14-027661-0.. Hamish Hamilton, London 2000.  (Chapter: Consolation for a Broken Heart).

### Фикција
- Poschenrieder, Christoph:. Die Welt ist im Kopf. ISBN 978-3-257-06741-5.. Diogenes, Zürich 2010,  (The novel accompanies Schopenhauer on a trip to Italy).
- Yalom, Irvin D. The Schopenhauer Cure. ISBN 978-0-06-093810-9.. HarperCollins, New York City 2005,  (The novel switches between the current events happening around a therapy group and the psychobiography of Arthur Schopenhauer).
- Kortmann, Christian:. Happy Hour Schopenhauer. Roman einer Bibliotherapie. ISBN 978-3-98514-030-5.. Turia + Kant, Wien + Berlin 2022,  (In the novel, Schopenhauer lives in the 21st century and comments on current events in original quotations).
- J. T. Frederick (2020). In Arthur's Nature. Theorism Press. ISBN 978-0-6451802-0-6., (Schopenhauer faces punishment for alleged assault and battery.)

### Чланци
- Abelson, Peter (1993). „Schopenhauer and Buddhism”. Philosophy East and West. 43 (2): 255—78. ISSN 0031-8221. JSTOR 1399616. doi:10.2307/1399616. Архивирано из оригинала 28. 6. 2011. г. Приступљено 25. 10. 2007.
- Jiménez, Camilo, 2006, "Tagebuch eines Ehrgeizigen: Arthur Schopenhauers Studienjahre in Berlin," Avinus Magazin (in German).
- Luchte, James (2009). „The Body of Sublime Knowledge: The Aesthetic Phenomenology of Arthur Schopenhauer”. Heythrop Journal. 50 (2): 228—242. doi:10.1111/j.1468-2265.2009.00404.x..
- Mazard, Eisel, 2005, "„Schopenhauer and the Empirical Critique of Idealism in the History of Ideas.”. Архивирано из оригинала 29. 10. 2008. г. Приступљено 21. 02. 2024.." On Schopenhauer's (debated) place in the history of European philosophy and his relation to his predecessors.
- Sangharakshita, 2004, "Schopenhauer and aesthetic appreciation."
- Young, Christopher; Brook, Andrew (1994). „Schopenhauer and Freud”. International Journal of Psychoanalysis. 75: 101—18. PMID 8005756.
- Oxenford's "Iconoclasm in German Philosophy," (See p. 388)
- Thacker, Eugene, . "A Philosophy in Ruins, An Unquiet Void." Introduction to Arthur Schopenhauer. On the Suffering of the World. Repeater Books. 2020. ISBN 978-1-913462-03-1..